# Hoàng Hiện Phan
Hoàng Hiện Phan (tiếng Tráng: Vangz Yenfanh/Vangz Yenqfanh; chữ Hán giản thể: 黄现璠; chữ Hán phồn thể: 黃現璠, bính âm: Huáng Xiàn Fán; 13 tháng 11 năm 1899 - 18 tháng 1 năm 1982) là một nhà giáo dục, dân tộc học và sử học người Tráng.
Một học giả về cả văn hóa hiện đại và cổ đại, chuyên khảo Một lịch sử ngắn của Tráng tộc của Hoàng Hiện Phan là nghiên cứu hệ thống đầu tiên về lịch sử của người Tráng tại trung Quốc. và cuốn sách "Nồng Trí Cao" là nghiên cứu đầu tiên về nhân vật lịch sử của người Tráng tại Trung Quốc.
Công trình Lịch sử tổng quát về người Tráng là nghiên cứu đầu tiên về lịch sử của dân tộc Tráng và "Học phái Bát Quế" ông thành lập là học phái dân tộc học đầu tiên tại Trung Quốc.
Hoàng Hiện Phan được xem là một trong số những người sáng lập ra ngành dân tộc học Trung Quốc hiện đại.

## Tiểu sử

### Tuổi trẻ và giáo dục
Hoàng Hiện Phan sinh ngày 13 tháng mười một 1899 tại Cừ Cựu trấn ở huyện Phù Tuy, tỉnh Quảng Tây, Đại Thanh. Tên ban đầu là Cam Cẩm Anh (甘錦英/甘锦英), sau đó đổi thành Hoàng Hiện Phan. Gia đình ông là dân tộc Tráng. Cha của Hoàng Hiện Phan, Cam Tân Xương (甘新昌), là một nông dân, nhưng nền tảng về Khổng Giáo cổ điển cho phép ông giới thiệu cho Hoàng Hiện Phan nhiều tác phẩm khi ông mới sáu tuổi. Theo tự truyện của mình, tài năng của ông được chú nhận ra khi còn là một đứa trẻ. Do đó, ngay từ khi còn bé ông đã được gia đình đưa đi học Khổng Giáo cổ điển, như Tam Tự Kinh và Thiên Tự Văn. Hoàng Hiện Phan miêu tả cha mình là một người nghiêm khắc. Cha Hoàng Hiện Phan gửi ông tới Mông Quán (trường Trung Quốc xưa）để học các giá trị Khổng Giáo, như Tứ Thư Ngũ Kinh, để vượt kỳ thi Viện Thí. Tuy nhiên, khi là một thanh niên ông thất vọng với hệ thống học thuật vào thời đại mình, đặc biệt là các nhấn mạnh vào sự chuẩn bị cho Bát Cổ Văn, tức các bài viết văn phải làm trong kỳ thi. Hoàng Hiện Phan sau này thừa nhận rằng ông không thích các sách cổ điển rao giảng luân lý Khổng Giáo mà hứng thú với các sách lịch sử như Thái Sử Công Thư. Từ 14 tuổi trở đi, Hoàng Hiện Phan học ở Mông Quán. 18 Tuổi, Hoàng Hiện Phan tới Cừ Lê trấn để học tiếp, nơi ông bị bắt nạt vì xuất thân từ gia đình nông dân.
Năm 1922, ông học ở trường Sư Phạm Số Ba Quảng Tây. Năm 1926, ông học vào trường Sư Phạm Bắc Kinh và được những người thầy nổi tiếng như Trần Viện (陳垣) và Tiễn Huyền Đồng (錢玄同) dạy. Trong 9 năm ở đó ông hoàn tất các khóa học chuyên nghiệp, cử nhân và hậu đại học, viết một chuỗi các bài báo học thuật và sách về lịch sử cổ đại, xã hội Trung Hoa, chính trị, kinh tế, văn hóa, tôn giáo, trang phục cổ truyền, và dịch thuật lịch sử nhiều nước sang tiếng Trung. Trong thời gian học đại học, Hoàng Hiện Phan cũng dạy ngôn ngữ và lịch sử tại một trường tư Bắc Kinh. Cùng các học viên mình, ông lập Bội Lôi Học Xã (蓓蕾學社), một nhóm học thuật và xuất bản vào năm 1932, chuyên xuất bản sách học thuật.
Năm 1935, ông sang Nhật và học tại Đại Học Đế quốc Tokyo và được các nhà sử học nổi tiếng như He Tianqing và Jia Tengfan dạy.

### Sự nghiệp
Tháng mười một 1937 ông quay lại Trung Quốc để dạy lịch sử với tư cách giáo sư tại Quảng Tây, đại học Tôn Trung Sơn, đại học Sư Phạm Quảng Tây và Quế Lâm, và tập trung nghiên cứ văn hóa dân gian và nhân chủng học Trung Quốc. Ông là giáo sư đại học dân tộc Tráng đầu tiên tại Trung Quốc và là giáo sư đại học đầu tiên ở thành phố cấp huyện Sùng Tả. Trong sự nghiệp học thuật của mình, Hoàng Hiện Phan được bổ nhiệm làm nghiên cứu viên tại Viện Giáo dục Quảng Tây. Hoàng Hiện Phan giữ chức trưởng khoa khoa tiếng Trung, và là hiệu trưởng đại học Quảng Tây. Ông cũng làm quản lý thư viện tại đại học Sư Phạm Quảng Tây.
Khi Cộng Hòa Nhân Dân Trung Hoa được thành lập năm 1949, giáo sư Hoàng Hiện Phan được bầu làm chủ tịch Hiệp Hội Đối Ngoại Hữu Hảo Nhân Dân Trung Quốc trong hội nghị đầu tiên của hội. Sau đó ông là đại diện duy nhất từ giới giáo dục và văn hóa Quảng tây. Sau 1954, ông được bầu làm đại biểu của Đại Hội Đại biểu Nhân Dân Toàn Quốc (Trung Quốc), ủy viên Hội Ủy viên Dân tộc Đại Hội Đại biểu Nhân Dân Toàn Quốc, và ủy viên Bộ Liên Lạc Đối Ngoại Trung ương. Trong khi đó, ông cũng được bầu làm ủy viên Hội đồng Nhân Dân Khu Tự Trị Tráng Tộc Quế Tây và uỷ viên Hội đồng tỉnh Quảng Tây.
Trong chiến dịch "Bách Hoa Vận Động" 1956–57, ông phản đối chính sách giáo dục của đảng cộng sản. Nhưng tình hình đột ngột thay đổi với chiến dịch "Phản Hữu Vận Động". Năm 1957, Hoàng Hiện Phan phải đứng cúi đầu trước vô số hội đồng để thừa nhận "tội với nhân dân" của mình. Hàng trăm bài báo công kích ông gồm cả một số đồng nghiệp, một số cố ý dối trá. 1/2/1958, một nghị quyết được đưa ra trong phiên thứ năm của Đại Hội Đại biểu Nhân Dân lần thứ Nhất rằng Phí Hiếu Thông, Hoàng Hiện Phan và Vận Bách Xuyên bị khai trừ khỏi Hội Ủy viên Dân tộc Đại Hội Đại biểu Nhân Dân Toàn Quốc. Ông bị phân loại sai lầm là thành viên nhóm năm nhà sử học cánh hữu (Huang Xianfan, Xiang Da, Lei Haizong, Wang Zhongmin, Chen Mengjia) và trở thành nhóm cánh hữu lớn nhất trong giới sử học Trung Quốc. Sau sự bùng nổ của Cách mạng Văn Hóa cùng với các hành hạ tra tấn, tấn công thể xác từ Cảnh Vệ Đỏ, vị buộc lau chùi toilet, Hoàng Hiện Phan trở thành người bị ruồng bỏ, bôi nhục, cô lập, nghiên cứu học thuật không được xuất bản.
Năm 1979, chính phủ Trung Quốc sửa lại tất cả các cáo buộc sai về những kẻ cánh hữu tư sản. Giáo sư Hoàng Hiện Phan được bổ nhiệm làm cố vấn của Ủy viên Dân tộc, và biên tập cho cuốn Trung Quốc Đại Bách Khoa Toàn Thư (Zhōngguó Dà Bǎikē Quánshū), cố vấn của Viện Nghiên cứu các Sắc Tộc Thiểu Số Vùng Tây Nam Trung Quốc, và phó chủ tịch Viện Nghiên cứu Về Lịch sử Dân tộc Bách Việt Trung Quốc. Sau đó ông được bầu làm ủy viên đại hội thứ năm của Hội nghị Hiệp Thương Chính trị Nhân Dân Trung Quốc, và trong thời gian này, ông hỗ trợ chính phủ Trung Quốc trong rất nhiều hồi phục cho các trường hợp bị vu cáo chính trị sai.
Trong sự nghiệp mình, Hoàng Hiện Phan làm việc tại rất nhiều đại học và dạy nhiều học viên. Trong những năm sau của cuộc đời, Hoàng Hiên Phan thành lập cao đẳng bán thời gian Li Jiang và giữ vị trí hiệu trưởng trường này. Tháng mười một 1999, đại học Sư Phạm Quảng Tây tổ chức diễn đàn nhân 100 năm ngày sinh của giáo sư Hoàng Hiện Phan. Sau diễn đàn này, đại học Sư Phạm Quảng Tây biên soạn và xuất bản hai cuốn sách—luận đề nhân tưởng nhớ 100 năm ngày sinh giáo sư Hoàng Hiện Phan và giới thiệu về sách cổ Trung Hoa—do Hoàng Hiện Phan viết. Ngày nay đại học Sư Phạm Quảng Tây và trường THPT Quế Lâm thành lập học bổng nhằm tưởng nhớ giáo sư Hoàng Hiện Phan.

## Các nghiên cứu
Lĩnh vực nghiên cứu của Hoàng Hiện Phan rất rộng bao gồm lịch sử, chính trị học, kinh tế học, xã hội học, nhân chủng học, dân tộc học, ngôn ngữ học, và lịch sử văn hóa. Mặc dù vậy, Hoàng Hiện Phan được biết nhiều đến vì các nghiên cứu về dân tộc Tráng. Trong suốt cuộc đời mình, Hoàng Hiện Phan xuất bản rất nhiều sách báo mà phần lớn liên quan đến lịch sử dân tộc Tráng. Ngoài các nghiên cứu cá nhân, Hoàng Hiện Phan còn hợp tác với nhiều nhà sử học khác trên các lĩnh vực lịch sử và dân tộc học..

## Các tác phẩm chính
- 《Trung Quốc thông sử(通史) lược》. Bắc bình văn hóa học xã, năm 1932
- 《Nhà Đường xã hội lược》. Thương vụ ấn thư quán, năm 1936
- 《Cứu quốc vận động》. Thương vụ ấn thư quán, năm 1936
- 《Cứu quốc vận động của học sanh Tống đại》. Học viện Sư phạm Quảng Tây, năm 1950
- 《lịch sử dân tộc Tráng》. Xuất bản xã của Nhân dân Quảng Tây, năm 1957
- 《Thổ ti Quảng Tây 》. Tráng dao học hội, năm 1962
- 《Hán tộc đích hình thành》. Học viện Sư phạm Quảng Tây, năm 1976
- 《Trung Quốc vô nô đãi xã hội》. Xuất bản xã của Học viện Sư phạm Quảng Tây, năm 1981
- 《Nồng Trí Cao》. Xuất bản xã của Nhân dân Quảng Tây, năm 1983
- 《Thông sử dân tộc Tráng》. Xuất bản xã của Dân tộc Quảng Tây, năm 1988[21].
- 《Vi bạt quần》. Xuất bản xã của Đại học Sư phạm Quảng Tây, năm 2008